# آب‌انبار محمدعلی بیگ‌لار
آب‌انبار محمد علی بیگ لار مربوط به دوره صفوی است و در لار، خیابان ساحلی، سمت چپ خیابان واقع شده و این اثر در تاریخ ۲ آبان ۱۳۸۲ با شمارهٔ ثبت ۱۰۵۰۳ به‌عنوان یکی از آثار ملی ایران به ثبت رسیده است.